# Tân Hiệp, Long Thành
Tân Hiệp là một xã thuộc huyện Long Thành, tỉnh Đồng Nai, Việt Nam.
Xã có diện tích 31,26 km², dân số năm 1999 là 8315 người, mật độ dân số đạt 266 người/km².

## Hành chính
Xã Tân Hiệp được chia thành 5 ấp: 1, 2, 3, 4, 5.